# Oxytropis parasericeopetala
Oxytropis parasericeopetala är en ärtväxtart som beskrevs av Pei Chun Qiong Li. Oxytropis parasericeopetala ingår i släktet klovedlar, och familjen ärtväxter. Inga underarter finns listade i Catalogue of Life.